# Thomas-Morse MB-6
El Thomas-Morse MB-6 fue un avión de carreras estadounidense construido por la Thomas-Morse Aircraft para el Servicio Aéreo del Ejército de los Estados Unidos, en los años 20 del siglo XX.

## Diseño y desarrollo
Después de que el Thomas-Morse MB-3 acabara segundo en la carrera aérea Pulitzer Trophy de 1920, el Ejército solicitó a Thomas-Morse que construyera un nuevo avión para la carrera de 1921. El 21 de mayo de 1921 ordenaron tres aviones por 48 000 dólares cada uno. El MB-6 era un MB-3 rediseñado, con una envergadura reducida y motor Wright H-2 de 300 kW (400 hp). Los tres aviones llegaron el 20 de septiembre de 1921, para realizar pruebas, a McCook Field. El primero era para pruebas en tierra, el segundo voló por primera vez el 21 de octubre (matrícula AS68537). El tercer MB-6 se estrelló durante un aterrizaje y resultó destruido.

## Historia operacional
El MB-6 compitió en el Pulitzer Trophy de 1921. Pilotado por el Teniente J.A. Mccready, quedó tercero por detrás de dos aviones Curtiss, con una velocidad de 258,64 km/h. Al avión se le dio la designación militar R-2 en 1922, y fue desguazado el 31 de octubre de 1924.

## Variantes
MB-6
Designación interna de la compañía, tres construidos.
R-2
Designación dada por el USAAS en 1922.

## Operadores
Estados Unidos
- Servicio Aéreo del Ejército de los Estados Unidos

## Especificaciones
Referencia datos: Angelucci, 1987. p. 422.

### Características generales
- Tripulación: Uno (piloto)
- Longitud: 5,6 m (18,5 ft)
- Envergadura: 5,8 m (19 ft)
- Altura: 2,4 m (7,8 ft)
- Superficie alar: 14,7 m² (158 ft²)
- Peso cargado: 922 kg (2032,1 lb)
- Planta motriz: 1× motor lineal V-8 refrigerado por agua Wright H-2.
  - Potencia: 300 kW (414 HP; 408 CV)

### Rendimiento
- Velocidad nunca excedida (Vne): 258 km/h (160 MPH; 139 kt)

## Aeronaves relacionadas

### Secuencias de designación
- Secuencia MB-_ (interna de Thomas-Morse): ← MB-2 - MB-3 - MB-4 - MB-6 - MB-7 - MB-9 - MB-10 →
- Secuencia R-_ (Aviones de Carreras (Racer) del USAAS, 1919-1924): R-1 - R-2 - R-3 - R-4 - R-5   →